# Liparis marmoratus
Liparis marmoratus és una espècie de peix pertanyent a la família dels lipàrids.

## Hàbitat
És un peix marí, demersal i de clima polar que viu entre 96 i 165 m de fondària.

## Distribució geogràfica
Es troba al nord del mar d'Okhotsk i el mar de Bering.

## Observacions
És inofensiu per als humans.